# Parortholitha peringueyi
Parortholitha peringueyi är en fjärilsart som beskrevs av Louis Beethoven Prout 1917. Parortholitha peringueyi ingår i släktet Parortholitha och familjen mätare. Inga underarter finns listade i Catalogue of Life.